# Youriï Kryvoroutchko
Pour les articles homonymes, voir Kryvoroutchko.
Youriï ou Youriy Grigorovytch Kryvoroutchko ou Krivoroutchko (en ukrainien : Юрій Криворучко) est un joueur d'échecs ukrainien né le 19 décembre 1986 à Lvov.
Au 1er juin 2014, il est le 41e joueur mondial et le no 5 ukrainien avec un classement Elo de 2 707 points.

## Biographie et carrière
Grand maître international depuis 2006, Kryvoroutchko finit troisième du championnat d'Europe d'échecs de la jeunesse et du championnat du monde d'échecs junior. 
Kryvoroutchko termina premier ex æquo de l'Open de Cappelle-la-Grande en 2008.
En 2009, il remporta la médaille de bronze par équipe lors du championnat d'Europe d'échecs des nations et finit premier ex æquo de l'open de Reykjavik. 
En 2013, il remporta le championnat d'Ukraine devant Ruslan Ponomariov.

### Coupes du monde
Lors de la Coupe du monde d'échecs 2009, Kryvoroutchko fut éliminé au premier tour par Ivan Chéparinov. En 2010, il termina premier ex æquo des tournois de Réthymnon et de Paleóchora.
Lors de la Coupe du monde d'échecs 2013, il battit au premier tour Parimarjan Negi, puis au deuxième tour Michael Adams et fut éliminé au troisième tour par Vassili Ivantchouk.
Lors de la Coupe du monde d'échecs 2021, il fut exempt au premier tour du fait de son classement Elo, puis  fut éliminé au deuxième tour par  Ante Brkić.